# 里根主义
里根主义（英語：Reagan Doctrine）是前美國總統罗纳德·里根于1986年3月14日发表的国情咨文《自由、地区安全和全球和平》中所首次提出的、针对第三世界的方针。主要内容是与苏联争夺第三世界。认为苏联在70年代势力伸展过长，内外交困，难以巩固已经取得的进展。美国应准备以“低烈度战争”阻止和反击苏联在第三世界对美国利益的威胁，遏制它的扩张主义，把它取得的政治和军事进展推回去；鼓励第三世界亲美右翼政府的活动，加强对其他第三世界国家和抗苏武装的经济、军事援助，稳定局势。
在雷根主義的指導下，美國向反共游擊隊和抵抗運動提供了公開和秘密的援助，以壓倒由蘇聯支持的亞洲，非洲和拉丁美洲的親共政府。該學說旨在減少蘇聯在這些地區的影響力，這是政府贏得冷戰的總體戰略的一部分。

## 歷史
雷根主義遵循美國外交的傳統，旨在反映國際關係面臨的挑戰，並提出外交解決方案。這種做法始於1823年的門羅主義。二戰後的杜魯門時期，美國向希臘和土耳其政府提供了支持。

## 推行
在整個1980年代，美國傳統基金會第三世界外交專家，雷根主義的主要倡導者邁克爾·約翰斯在安哥拉，柬埔寨，尼加拉瓜和其他國家進行了抵抗運動，並敦促雷根政府發起或擴大對他們的政治和軍事支持。傳統基金會的外交專家還在其兩本《權授書》中認可了雷根主義，該書為雷根政府官員提供了全面的建議。

### 術語的由來
克勞特哈默（Krauthammer）認為：
我基本上得出了這樣的結論……蘇聯帝國過度擴張了。蘇聯人現在已經開始感受到雷根的天才了，儘管我不認為他們有這樣做的計劃，但他本能地意識到，阻止蘇聯的方法之一是間接的，那就是阻止他們的代理人，阻止他們的盟友，阻止他們的客戶。

### 尼加拉瓜行動
美国政府所计划的低烈度战争，包括限制其经济发展和国际贸易往来，扶持反叛组织，通过袭击平民，杀害男性，强奸女性，炸毁学校，医院等民用设施来击垮当地经济以及民意。（缺少信源）
印共(毛)将“低烈度战争”战略形容为“最残酷的反革命战略”，并认为“只有深刻理解帝国主义，才能理解‘低烈度战争’”。
1986年，国际法院认定美国的行为违反联合国公约，判决其向尼加拉瓜支付超过120亿美元的赔偿。然而，在联合国安理会就此事进行的多次投票中，美国连续动用否决权，致使赔款始终无法落定。

### 柴契爾夫人觀點
英國首相柴契爾夫人將冷戰的結束歸功於雷根主義。柴契爾於1997年12月說「雷根主義宣布與共產主義的休戰已經結束。從此以後，西方不會認為世界上任何地區僅因為蘇聯宣稱它在自己的勢力範圍內，就將放棄自由。我們將進行一場心理戰，我們將為那些為從暴政中恢復自己的自由而奮鬥的人們提供物質支持」。

## 腳註
1. ↑  Chester Pach, 'The Reagan Doctrine: Principle, Pragmatism, and Policy" Presidential Studies Quarterly, March 2006. p 75
2. ↑  . baike.baidu.com.   [2023-09-24].
3. ↑  徐锟. . china.chinadaily.com.cn.   [2023-09-24]. （原始内容存档于2023-07-03）.